# خورخي بريتو (لاعب كرة قاعدة)
خورخي بريتو (بالإنجليزية: Jorge Brito)‏ هو لاعب كرة قاعدة دومينيكاوي، ولد في 22 يونيو 1966 في Monción ‏ في جمهورية الدومينيكان.

## وصلات خارجية
- خورخي بريتو على موقعبيزبول رفرنس.كوم (الدوري الرئيسي) (الإنجليزية)
- خورخي بريتو على موقع مشجعي الرسوم البيانية (الإنجليزية)